# Hideaki Matsuura
Hideaki Matsuura (松裏 英明 Matsuura Hideaki?, nacido el 25 de junio de 1981 en Kioto) es un exfutbolista japonés. Jugaba de defensa y su último club fue el AC Nagano Parceiro de Japón.

## Trayectoria

### Clubes
| Club               | País    | Año         |
| ------------------ | ------- | ----------- |
| Peñarol            | Uruguay | 2000        |
| Ventforet Kofu     | Japón   | 2001        |
| Jatco              | Japón   | 2002 - 2003 |
| Denso              | Japón   | 2005        |
| Shizuoka FC        | Japón   | 2006        |
| Sagawa Printing    | Japón   | 2007        |
| AC Nagano Parceiro | Japón   | 2008        |